# Поприще
По́прище — старорусская путевая мера для измерения больших расстояний, имеющая несколько числовых соответствий:
1. Расстояние, соответствующее длине греческого (птолемеевского) или римского стадия (около 185 м); путевая мера.
2. Расстояние, соответствующее длине римско-греческой мили в 8 стадиев (около 1480 м); крупная путевая мера.
3. Расстояние в один день пути (то же, что и «днище»).
4. Расстояние, проходимое оратаем (пахарем) во время вспашки от одного края поля до другого, учитывая стандартную длину стандартного надела — примерно 750 м.
5. "Стадий имат сажени 100, поприще имат сажении седмьсот и 50"[1]

Большое (великое) поприще — западно-европейская путевая мера — миля, например, итальянская (около 7395,5 м), приравнивалась к пяти простым поприщам или семи вёрстам.
Известны упоминания в письменных источниках XI века. В рукописях XV века есть запись: «поприще сажений 7 сот и 50» (длиной в 750 саженей).
Слово встречается в русском переводе Библии: «и кто принудит тебя идти с ним одно поприще, иди с ним два» (Мф. 5:41). В этом месте словом «поприще» переведено греческое слово μίλιον, то есть миля, тысяча шагов.
«Сказание о Мамаевом побоище» упоминает о расстоянии от урочища Березуй до переправы через реку Дон в 23 поприща.
Значение слова в Толковом словаре живого великорусского языка Владимира Даля:

По́прище — ср. (попира́ть) вообще место, простор, пространство, на коем подвизаются или действуют; арена, сцена, ипподром, приспособленное место для бега, скачек, для ристалищ, игр, борьбы и пр. Выйти на поприще. Устроить поприще для садки, травли, боя зверей. Поприще битвы — место, где она случилась.

В современном русском языке слово поприще в высоком стиле означает род деятельности: к примеру, «трудиться на таком-то поприще»:

Там уж поприще широ́ко:

Знай работай да не трусь...